# Allgermanische Heidnische Front

De vlag van het Allgermanische Heidnische Front.

Het Allgermanische Heidnische Front (AHF) was een rechts-extreme heidense organisatie, actief in de late jaren 90 en in de vroege jaren 2000. Ze hadden afdelingen in talrijke landen in Noord-Europa en zusterorganisaties in Rusland, de Baltische staten en Noord-Amerika. De organisatie had haar oorsprong in de Duitse en Scandinavische black metal scene en beschouwde zich niet als puur religieuze organisatie maar eerder als een sociale beweging. In Nederland was het AHF actief onder de naam Nederlands Heidens Front en in Vlaanderen onder de naam Vlaams Heidens Front. 
De organisatie had als doel het christendom in Europa te vervangen met een nieuwe ideologie genaamd het "odalisme". Deze ideologie was gebaseerd op de geschriften van de Noorse black metal muzikant Kristian "Varg" Vikernes en het Bloed en Bodem-principe uit het nationaalsocialisme. Het AHF verwierp het christendom omdat deze niet verenigbaar zou zijn met de menselijke natuur. 

## Geschiedenis
Het AHF was oorspronkelijk in Noorwegen opgericht als het Norsk Udemokratisk Hedensk Front in 1993. De grondslagen van de organisatie was gebaseerd op het boek Vargsmål, geschreven door black metal muzikant Kristian "Varg" Vikernes die vanaf 1994 in de gevangenis verbleef voor moord en brandstichting. Vikernes beweerde in 2009 nooit een rol te hebben gespeeld in de oprichting en werking van de organisatie, iets wat tegenstrijdig is met veel andere verslagen over de organisatie.
De organisatie zou in 1996 uitbreiden naar Zweden, het is vanaf dan dat de organisatie de naam Allgermanische Heidnische Front gebruikte. In 1998 werd er in Duitsland een afdeling opgericht door Hendrick Möbus, de drummer van de NSBM-groep Absurd. In 2001 had het AHF afdelingen in Noorwegen, Zweden, Denemarken, Duitsland, Nederland, Vlaanderen, het Verenigd Koninkrijk, de Verenigde Staten, Canada en Rusland. De verschillende afdelingen hadden concrete activiteiten, die zich laten verdelen in veldwerk (catalogiseren en onderzoeken van voorchristelijke rituelen plaatsen), propaganda (reclame, drukwerk) en belevenis (gezamenlijke vieringen en excursies). Coördinatie tussen afdelingen en communicatie tussen leden verliep via een openbaar forum op hun website.
In 2005 stopte het AHF haar werking.

## Odalisme
Het AHF bestempelde haar ideologie onder de naam "odalisme", genomen van de odalrune uit het Germaans runenschrift.
Het AHF wees militante praktijken af, maar hing een racistisch wereldbeeld aan, samengevat in de lijfspreuk Blood, Soil, Spirituality. De "bloed en bodem"-idealen van het AHF waren gebaseerd op het "van nature verschillend zijn van mensensoorten". Een vermenging over de grenzen van ras en etniciteit heen werd onwenselijk geacht. Het AHF verklaarde zich openlijk fascistisch, antisemitisch en racistisch.